# Vanessa Vandy
Vanessa Vandy (ur. 14 maja 1989 w Auckland w Nowej Zelandii) – fińska lekkoatletka specjalizująca się w skoku o tyczce, posiadająca również obywatelstwo Nowej Zelandii.

## Osiągnięcia
- brązowy medal młodzieżowych mistrzostw Europy (Kowno 2009)
- dwukrotna mistrzyni Finlandii (2008: zarówno w hali, jak i na stadionie)

W 2008 Vandy reprezentowała Finlandię podczas igrzysk olimpijskich w Pekinie. 32. lokata w eliminacjach nie dała jej awansu do finału.

## Rekordy życiowe
- skok o tyczce (stadion) – 4,36 (2009) były rekord Finlandii
- skok o tyczce (hala) – 4,30 (2008) juniorski rekord Finlandii